# Okręgowe rozgrywki w piłce nożnej woj. białostockiego (1972/1973)
39. Edycja okręgowych rozgrywek w piłce nożnej województwa białostockiego

Okręgowe rozgrywki w piłce nożnej województwa białostockiego prowadzone są przez Białostocki Okręgowy Związek Piłki Nożnej, rozgrywane są w trzech ligach, najwyższym poziomem jest klasa okręgowa, następnie klasa A (2 grupy) i klasa B (4 grupy).

Mistrzostwo Okręgu zdobyła Jagiellonia Białystok.

Okręgowy Puchar Polski zdobył Włókniarz Białystok.
Drużyny z województwa białostockiego występujące w centralnych i makroregionalnych poziomach rozgrywkowych:
- I Liga - brak
- II Liga - brak
- III Liga - Włókniarz Białystok, Mazur Ełk.

| Rozgrywki      | Poziomy rozgrywkowe w sezonie 1972/73 | Poziomy rozgrywkowe w sezonie 1972/73 | Poziomy rozgrywkowe w sezonie 1972/73 | Poziomy rozgrywkowe w sezonie 1972/73 | Poziomy rozgrywkowe w sezonie 1972/73 | Poziomy rozgrywkowe w sezonie 1972/73 | Poziomy rozgrywkowe w sezonie 1972/73 | Poziomy rozgrywkowe w sezonie 1972/73 | Poziomy rozgrywkowe w sezonie 1972/73 | Poziomy rozgrywkowe w sezonie 1972/73 | Poziomy rozgrywkowe w sezonie 1972/73 | Poziomy rozgrywkowe w sezonie 1972/73 | Poziomy rozgrywkowe w sezonie 1972/73 | Poziomy rozgrywkowe w sezonie 1972/73 | Poziomy rozgrywkowe w sezonie 1972/73 | Poziomy rozgrywkowe w sezonie 1972/73 | Poziomy rozgrywkowe w sezonie 1972/73 | Poziomy rozgrywkowe w sezonie 1972/73 | Poziomy rozgrywkowe w sezonie 1972/73 | Poziomy rozgrywkowe w sezonie 1972/73 | Poziomy rozgrywkowe w sezonie 1972/73 | Poziomy rozgrywkowe w sezonie 1972/73 | Poziomy rozgrywkowe w sezonie 1972/73 | Poziomy rozgrywkowe w sezonie 1972/73 | Poziomy rozgrywkowe w sezonie 1972/73 | Poziomy rozgrywkowe w sezonie 1972/73 | Poziomy rozgrywkowe w sezonie 1972/73 | Poziomy rozgrywkowe w sezonie 1972/73 | Poziomy rozgrywkowe w sezonie 1972/73 | Poziomy rozgrywkowe w sezonie 1972/73 | Poziomy rozgrywkowe w sezonie 1972/73 | Poziomy rozgrywkowe w sezonie 1972/73 | Poziomy rozgrywkowe w sezonie 1972/73 | Poziomy rozgrywkowe w sezonie 1972/73 | Poziomy rozgrywkowe w sezonie 1972/73 | Poziomy rozgrywkowe w sezonie 1972/73 | Poziomy rozgrywkowe w sezonie 1972/73 | Poziomy rozgrywkowe w sezonie 1972/73 | Poziomy rozgrywkowe w sezonie 1972/73 | Poziomy rozgrywkowe w sezonie 1972/73 | Poziomy rozgrywkowe w sezonie 1972/73 | Poziomy rozgrywkowe w sezonie 1972/73 | Poziomy rozgrywkowe w sezonie 1972/73 | Poziomy rozgrywkowe w sezonie 1972/73 | Poziomy rozgrywkowe w sezonie 1972/73 | Poziomy rozgrywkowe w sezonie 1972/73 | Poziomy rozgrywkowe w sezonie 1972/73 | Poziomy rozgrywkowe w sezonie 1972/73 | Poziomy rozgrywkowe w sezonie 1972/73 | Poziomy rozgrywkowe w sezonie 1972/73 | Poziomy rozgrywkowe w sezonie 1972/73 | Poziomy rozgrywkowe w sezonie 1972/73 | Poziomy rozgrywkowe w sezonie 1972/73 | Poziomy rozgrywkowe w sezonie 1972/73 | Poziomy rozgrywkowe w sezonie 1972/73 | Poziomy rozgrywkowe w sezonie 1972/73 | Poziomy rozgrywkowe w sezonie 1972/73 | Poziomy rozgrywkowe w sezonie 1972/73 | Poziomy rozgrywkowe w sezonie 1972/73 | Poziomy rozgrywkowe w sezonie 1972/73 | Poziomy rozgrywkowe w sezonie 1972/73 |
| -------------- | ------------------------------------- | ------------------------------------- | ------------------------------------- | ------------------------------------- | ------------------------------------- | ------------------------------------- | ------------------------------------- | ------------------------------------- | ------------------------------------- | ------------------------------------- | ------------------------------------- | ------------------------------------- | ------------------------------------- | ------------------------------------- | ------------------------------------- | ------------------------------------- | ------------------------------------- | ------------------------------------- | ------------------------------------- | ------------------------------------- | ------------------------------------- | ------------------------------------- | ------------------------------------- | ------------------------------------- | ------------------------------------- | ------------------------------------- | ------------------------------------- | ------------------------------------- | ------------------------------------- | ------------------------------------- | ------------------------------------- | ------------------------------------- | ------------------------------------- | ------------------------------------- | ------------------------------------- | ------------------------------------- | ------------------------------------- | ------------------------------------- | ------------------------------------- | ------------------------------------- | ------------------------------------- | ------------------------------------- | ------------------------------------- | ------------------------------------- | ------------------------------------- | ------------------------------------- | ------------------------------------- | ------------------------------------- | ------------------------------------- | ------------------------------------- | ------------------------------------- | ------------------------------------- | ------------------------------------- | ------------------------------------- | ------------------------------------- | ------------------------------------- | ------------------------------------- | ------------------------------------- | ------------------------------------- | ------------------------------------- | ------------------------------------- |
| Centralne      | I poziom ligowy                       | I Liga                                | I Liga                                | I Liga                                | I Liga                                | I Liga                                | I Liga                                | I Liga                                | I Liga                                | I Liga                                | I Liga                                | I Liga                                | I Liga                                | I Liga                                | I Liga                                | I Liga                                | I Liga                                | I Liga                                | I Liga                                | I Liga                                | I Liga                                | I Liga                                | I Liga                                | I Liga                                | I Liga                                | I Liga                                | I Liga                                | I Liga                                | I Liga                                | I Liga                                | I Liga                                | I Liga                                | I Liga                                | I Liga                                | I Liga                                | I Liga                                | I Liga                                | I Liga                                | I Liga                                | I Liga                                | I Liga                                | I Liga                                | I Liga                                | I Liga                                | I Liga                                | I Liga                                | I Liga                                | I Liga                                | I Liga                                | I Liga                                | I Liga                                | I Liga                                | I Liga                                | I Liga                                | I Liga                                | I Liga                                | I Liga                                | I Liga                                | I Liga                                | I Liga                                | I Liga                                |
| Centralne      | II poziom ligowy                      | II Liga                               | II Liga                               | II Liga                               | II Liga                               | II Liga                               | II Liga                               | II Liga                               | II Liga                               | II Liga                               | II Liga                               | II Liga                               | II Liga                               | II Liga                               | II Liga                               | II Liga                               | II Liga                               | II Liga                               | II Liga                               | II Liga                               | II Liga                               | II Liga                               | II Liga                               | II Liga                               | II Liga                               | II Liga                               | II Liga                               | II Liga                               | II Liga                               | II Liga                               | II Liga                               | II Liga                               | II Liga                               | II Liga                               | II Liga                               | II Liga                               | II Liga                               | II Liga                               | II Liga                               | II Liga                               | II Liga                               | II Liga                               | II Liga                               | II Liga                               | II Liga                               | II Liga                               | II Liga                               | II Liga                               | II Liga                               | II Liga                               | II Liga                               | II Liga                               | II Liga                               | II Liga                               | II Liga                               | II Liga                               | II Liga                               | II Liga                               | II Liga                               | II Liga                               | II Liga                               |
| Makroregionlne | III poziom ligowy                     | III Liga - gr.I                       | III Liga - gr.I                       | III Liga - gr.I                       | III Liga - gr.I                       | III Liga - gr.I                       | III Liga - gr.I                       | III Liga - gr.I                       | III Liga - gr.I                       | III Liga - gr.I                       | III Liga - gr.I                       | III Liga - gr.I                       | III Liga - gr.I                       | III Liga - gr.I                       | III Liga - gr.I                       | III Liga - gr.I                       | III Liga - gr.II                      | III Liga - gr.II                      | III Liga - gr.II                      | III Liga - gr.II                      | III Liga - gr.II                      | III Liga - gr.II                      | III Liga - gr.II                      | III Liga - gr.II                      | III Liga - gr.II                      | III Liga - gr.II                      | III Liga - gr.II                      | III Liga - gr.II                      | III Liga - gr.II                      | III Liga - gr.II                      | III Liga - gr.II                      | III Liga - gr.III                     | III Liga - gr.III                     | III Liga - gr.III                     | III Liga - gr.III                     | III Liga - gr.III                     | III Liga - gr.III                     | III Liga - gr.III                     | III Liga - gr.III                     | III Liga - gr.III                     | III Liga - gr.III                     | III Liga - gr.III                     | III Liga - gr.III                     | III Liga - gr.III                     | III Liga - gr.III                     | III Liga - gr.III                     | III Liga - gr.IV                      | III Liga - gr.IV                      | III Liga - gr.IV                      | III Liga - gr.IV                      | III Liga - gr.IV                      | III Liga - gr.IV                      | III Liga - gr.IV                      | III Liga - gr.IV                      | III Liga - gr.IV                      | III Liga - gr.IV                      | III Liga - gr.IV                      | III Liga - gr.IV                      | III Liga - gr.IV                      | III Liga - gr.IV                      | III Liga - gr.IV                      |
| Okręgowe       | IV poziom ligowy                      | Klasa Okręgowa                        | Klasa Okręgowa                        | Klasa Okręgowa                        | Klasa Okręgowa                        | Klasa Okręgowa                        | Klasa Okręgowa                        | Klasa Okręgowa                        | Klasa Okręgowa                        | Klasa Okręgowa                        | Klasa Okręgowa                        | Klasa Okręgowa                        | Klasa Okręgowa                        | Klasa Okręgowa                        | Klasa Okręgowa                        | Klasa Okręgowa                        | Klasa Okręgowa                        | Klasa Okręgowa                        | Klasa Okręgowa                        | Klasa Okręgowa                        | Klasa Okręgowa                        | Klasa Okręgowa                        | Klasa Okręgowa                        | Klasa Okręgowa                        | Klasa Okręgowa                        | Klasa Okręgowa                        | Klasa Okręgowa                        | Klasa Okręgowa                        | Klasa Okręgowa                        | Klasa Okręgowa                        | Klasa Okręgowa                        | Klasa Okręgowa                        | Klasa Okręgowa                        | Klasa Okręgowa                        | Klasa Okręgowa                        | Klasa Okręgowa                        | Klasa Okręgowa                        | Klasa Okręgowa                        | Klasa Okręgowa                        | Klasa Okręgowa                        | Klasa Okręgowa                        | Klasa Okręgowa                        | Klasa Okręgowa                        | Klasa Okręgowa                        | Klasa Okręgowa                        | Klasa Okręgowa                        | Klasa Okręgowa                        | Klasa Okręgowa                        | Klasa Okręgowa                        | Klasa Okręgowa                        | Klasa Okręgowa                        | Klasa Okręgowa                        | Klasa Okręgowa                        | Klasa Okręgowa                        | Klasa Okręgowa                        | Klasa Okręgowa                        | Klasa Okręgowa                        | Klasa Okręgowa                        | Klasa Okręgowa                        | Klasa Okręgowa                        | Klasa Okręgowa                        |
| Okręgowe       | V poziom ligowy                       | Klasa A - gr.I                        | Klasa A - gr.I                        | Klasa A - gr.I                        | Klasa A - gr.I                        | Klasa A - gr.I                        | Klasa A - gr.I                        | Klasa A - gr.I                        | Klasa A - gr.I                        | Klasa A - gr.I                        | Klasa A - gr.I                        | Klasa A - gr.I                        | Klasa A - gr.I                        | Klasa A - gr.I                        | Klasa A - gr.I                        | Klasa A - gr.I                        | Klasa A - gr.I                        | Klasa A - gr.I                        | Klasa A - gr.I                        | Klasa A - gr.I                        | Klasa A - gr.I                        | Klasa A - gr.I                        | Klasa A - gr.I                        | Klasa A - gr.I                        | Klasa A - gr.I                        | Klasa A - gr.I                        | Klasa A - gr.I                        | Klasa A - gr.I                        | Klasa A - gr.I                        | Klasa A - gr.I                        | Klasa A - gr.I                        | Klasa A - gr.II                       | Klasa A - gr.II                       | Klasa A - gr.II                       | Klasa A - gr.II                       | Klasa A - gr.II                       | Klasa A - gr.II                       | Klasa A - gr.II                       | Klasa A - gr.II                       | Klasa A - gr.II                       | Klasa A - gr.II                       | Klasa A - gr.II                       | Klasa A - gr.II                       | Klasa A - gr.II                       | Klasa A - gr.II                       | Klasa A - gr.II                       | Klasa A - gr.II                       | Klasa A - gr.II                       | Klasa A - gr.II                       | Klasa A - gr.II                       | Klasa A - gr.II                       | Klasa A - gr.II                       | Klasa A - gr.II                       | Klasa A - gr.II                       | Klasa A - gr.II                       | Klasa A - gr.II                       | Klasa A - gr.II                       | Klasa A - gr.II                       | Klasa A - gr.II                       | Klasa A - gr.II                       | Klasa A - gr.II                       |
| Okręgowe       | VI poziom ligowy                      | Klasa B - gr.I                        | Klasa B - gr.I                        | Klasa B - gr.I                        | Klasa B - gr.I                        | Klasa B - gr.I                        | Klasa B - gr.I                        | Klasa B - gr.I                        | Klasa B - gr.I                        | Klasa B - gr.I                        | Klasa B - gr.I                        | Klasa B - gr.I                        | Klasa B - gr.I                        | Klasa B - gr.I                        | Klasa B - gr.I                        | Klasa B - gr.I                        | Klasa B - gr.II                       | Klasa B - gr.II                       | Klasa B - gr.II                       | Klasa B - gr.II                       | Klasa B - gr.II                       | Klasa B - gr.II                       | Klasa B - gr.II                       | Klasa B - gr.II                       | Klasa B - gr.II                       | Klasa B - gr.II                       | Klasa B - gr.II                       | Klasa B - gr.II                       | Klasa B - gr.II                       | Klasa B - gr.II                       | Klasa B - gr.II                       | Klasa B - gr.III                      | Klasa B - gr.III                      | Klasa B - gr.III                      | Klasa B - gr.III                      | Klasa B - gr.III                      | Klasa B - gr.III                      | Klasa B - gr.III                      | Klasa B - gr.III                      | Klasa B - gr.III                      | Klasa B - gr.III                      | Klasa B - gr.III                      | Klasa B - gr.III                      | Klasa B - gr.III                      | Klasa B - gr.III                      | Klasa B - gr.III                      | Klasa B - gr.IV                       | Klasa B - gr.IV                       | Klasa B - gr.IV                       | Klasa B - gr.IV                       | Klasa B - gr.IV                       | Klasa B - gr.IV                       | Klasa B - gr.IV                       | Klasa B - gr.IV                       | Klasa B - gr.IV                       | Klasa B - gr.IV                       | Klasa B - gr.IV                       | Klasa B - gr.IV                       | Klasa B - gr.IV                       | Klasa B - gr.IV                       | Klasa B - gr.IV                       |

## Klasa Okręgowa - IV poziom rozgrywkowy
| Poz. | Drużyna                  | M  | Z  | R | P  | Bramki | Punkty | Opis         |
| ---- | ------------------------ | -- | -- | - | -- | ------ | ------ | ------------ |
| 1    | Jagiellonia Białystok    | 22 | 19 | 1 | 2  | 91-17  | 39     |              |
| 2    | Wigry Suwałki (s)        | 22 | 17 | 4 | 1  | 68-17  | 38     |              |
| 3    | Gwardia Białystok        | 22 | 16 | 1 | 5  | 61-24  | 33     |              |
| 4    | Husar Nurzec             | 22 | 9  | 7 | 6  | 54-30  | 25     |              |
| 5    | Puszcza Hajnówka         | 22 | 10 | 3 | 9  | 47-48  | 23     |              |
| 6    | SŁKS Start Łomża         | 22 | 9  | 2 | 11 | 36-52  | 20     |              |
| 7    | Włókniarz II Białystok   | 22 | 8  | 3 | 11 | 43-33  | 19     |              |
| 8    | Cresovia Gołdap          | 22 | 7  | 5 | 10 | 41-54  | 19     |              |
| 9    | Sokół Sokółka            | 22 | 7  | 5 | 10 | 25-47  | 19     |              |
| 10   | Cresovia Siemiatycze (b) | 22 | 7  | 3 | 12 | 31-51  | 17     |              |
| 11   | ZKS Zambrów              | 22 | 3  | 2 | 17 | 24-75  | 8      | Baraż-spadek |
| 12   | Pomorzanka Sejny (b)     | 22 | 2  | 0 | 20 | 20-93  | 4      | baraż-spadek |

- W związku ze reorganizacją ligi (likwidacją III ligi w następnym sezonie) Jagiellonia pozostała w klasie okręgowej.

Baraże o klasę okręgową

Turniej barażowy:
| Poz. | Drużyna                 | M | Z | R | P | Bramki | Punkty |
| ---- | ----------------------- | - | - | - | - | ------ | ------ |
| 1    | Czarni Olecko           | 3 | 2 | 1 | 0 | 7-2    | 5      |
| 2    | Skra Czarna Białostocka | 3 | 2 | 0 | 1 | 6-5    | 4      |
| 3    | ZKS Zambrów             | 3 | 1 | 0 | 2 | 5-8    | 2      |
| 4    | Pomorzanka Sejny        | 3 | 0 | 1 | 2 | 5-8    | 1      |

## Klasa A - V poziom rozgrywkowy
Grupa I
| Poz. | Drużyna                      | M  | Z  | R | P  | Bramki | Punkty |              |
| ---- | ---------------------------- | -- | -- | - | -- | ------ | ------ | ------------ |
| 1    | Pogoń Łapy (s)               | 14 | 12 | 1 | 1  | 60-11  | 25     |              |
| 2    | Gwardia II Białystok         | 14 | 10 | 2 | 2  | 40-11  | 22     |              |
| 3    | Skra Czarna Białostocka      | 14 | 9  | 1 | 4  | 28-12  | 19     | baraż        |
| 4    | Ruch Wysokie Mazowieckie     | 14 | 8  | 0 | 6  | 41-37  | 16     |              |
| 5    | Jagiellonia II Białystok (b) | 14 | 5  | 0 | 9  | 26-31  | 10     |              |
| 6    | Supraślanka Supraśl          | 14 | 5  | 0 | 9  | 28-46  | 10     | baraż-spadek |
| 7    | Żubr Białowieża (b)          | 14 | 4  | 1 | 9  | 36-48  | 9      |              |
| 8    | LZS Ciechanowiec             | 14 | 0  | 1 | 13 | 7-70   | 8      |              |

Grupa II
| Poz. | Drużyna                       | M  | Z | R | P | Bramki | Punkty | Opis             |
| ---- | ----------------------------- | -- | - | - | - | ------ | ------ | ---------------- |
| 1    | Ognisko-Starosielce Białystok | 14 |   |   |   | 37-13  | 22     |                  |
| 2    | Czarni Olecko (s)             | 14 |   |   |   | 36-27  | 19     | baraż-awans      |
| 3    | Warmia Grajewo (b)            | 14 |   |   |   | 44-23  | 18     |                  |
| 4    | AKS Augustów                  | 14 |   |   |   | 39-26  | 18     |                  |
| 5    | Mazur II Ełk                  | 14 |   |   |   | 39-26  | 15     |                  |
| 6    | Pomorzan Prostki              | 14 |   |   |   | 23-28  | 10     | baraż-utrzymanie |
| 7    | Orzeł Orla Jucha              | 14 |   |   |   | 25-56  | 6      |                  |
| 8    | Strzała Nowa Wieś (b)         | 14 |   |   |   | 14-53  | 4      |                  |

Baraże o klasę A
- Supraślanka : Pomorzan 6:5 ; Pomorzan : Supraślanka 2:0, spadek Supraślanka.

## Klasa B - VI poziom rozgrywkowy
Grupa I
| Poz. | Drużyna             | M  | Z | R | P | Bramki | Punkty |
| ---- | ------------------- | -- | - | - | - | ------ | ------ |
| 1    | Victoria Jedwabne   | 10 |   |   |   | 41-23  | 15     |
| 2    | Orzeł Kolno         | 10 |   |   |   | 40-17  | 14     |
| 3    | Promień Mońki       | 10 |   |   |   | 24-25  | 13     |
| 4    | LZS Uhowo (b)       | 10 |   |   |   | 23-25  | 9      |
| 5    | LZS Łyse            | 10 |   |   |   | 21-48  | 5      |
| 6    | LZS POM Zambrów (b) | 10 |   |   |   | 17-29  | 2      |

- LZS Uhowo oraz POM Zambrów wycofały się z rozgrywek po sezonie.

Grupa II
| Poz. | Drużyna                         | M  | Z | R | P | Bramki | Punkty |
| ---- | ------------------------------- | -- | - | - | - | ------ | ------ |
| 1    | Społem Bielsk Podlaski (s)      | 18 |   |   |   | 86-19  | 27     |
| 2    | LZS Piliki                      | 18 |   |   |   | 56-29  | 26     |
| 3    | Żubr Drohiczyn                  | 18 |   |   |   | 51-25  | 25     |
| 4    | Iskra Narew (b)                 | 18 |   |   |   | 44-62  | 20     |
| 5    | LZS Szepietowo                  | 18 |   |   |   | 42-34  | 19     |
| 6    | Dąb Nowosady                    | 18 |   |   |   | 54-55  | 18     |
| 7    | Husar II Nurzec (s)             | 18 |   |   |   | 37-38  | 15     |
| 8    | LZS Brańsk                      | 18 |   |   |   | 41-55  | 14     |
| 9    | LZS Kleszczele (b)              | 18 |   |   |   | 26-66  | 10     |
| 9    | Ruch II Wysokie Mazowieckie (b) | 18 |   |   |   | 33-90  | 4      |

- Zmiana nazwy Orzeł na LZS Kleszczele.
- Rezerwy Ruchu wycofały się z rozgrywek po sezonie.

Grupa III
| Poz. | Drużyna                          | M  | Z | R | P | Bramki | Punkty |
| ---- | -------------------------------- | -- | - | - | - | ------ | ------ |
| 1    | Łoś Wasilków                     | 18 |   |   |   | 69-19  | 31     |
| 2    | Garbarnia Krynki                 | 18 |   |   |   | 59-29  | 26     |
| 3    | Lampart Bohdan (b)               | 18 |   |   |   | 55-31  | 26     |
| 4    | Skra II Czarna Białostocka       | 18 |   |   |   | 44-29  | 23     |
| 5    | Narew Żółtki (b)                 | 18 |   |   |   | 36-43  | 17     |
| 6    | Ognisko-Starosielce II Białystok | 18 |   |   |   | 34-51  | 15     |
| 7    | Znicz Suraż                      | 18 |   |   |   | 30-49  | 13     |
| 8    | Motor Dojlidy                    | 18 |   |   |   | 40-58  | 12     |
| 9    | LZS Kuźnica                      | 18 |   |   |   | 23-45  | 11     |
| 10   | Gryf Choroszcz                   | 18 |   |   |   | 18-54  | 6      |

- Zmiana nazwy LZS na Garbarnia Krynki.
- Po sezonie z rozgrywek wycofały się zespoły: Gryfa Choroszcz, Motoru Dojlidy, Skra II Czarna Białostocka.

Grupa IV
| Poz. | Drużyna                 | M  | Z | R | P | Bramki | Punkty |
| ---- | ----------------------- | -- | - | - | - | ------ | ------ |
| 1    | Wigry II Suwałki (s)    | 16 |   |   |   | 45-16  | 25     |
| 2    | Wissa Szczuczyn (s)     | 16 |   |   |   | 51-26  | 24     |
| 3    | Polonia Raczki (b)      | 16 |   |   |   | 54-26  | 23     |
| 4    | Star Olecko             | 16 |   |   |   | 39-24  | 21     |
| 5    | Junak Gołdap            | 16 |   |   |   | 29-37  | 16     |
| 6    | LZS POM Augustów        | 16 |   |   |   | 22-35  | 12     |
| 7    | Hutnik Kowale Oleckie   | 16 |   |   |   | 21-51  | 9      |
| 8    | Jegrznia Rajgród (b)    | 16 |   |   |   | 29-47  | 6      |
| 9    | LZS Ciche (b)           | 16 |   |   |   | 23-57  | 6      |
| 10   | Dąb Dąbrowa Białostocka |    |   |   |   |        |        |

- Zmiana nazwy LZS na Hutnik Kowale Oleckie.
- Zmiana nazwy LZS POM na Star Olecko.
- Dąb Dąbrowa Białostocka wycofał się po I rundzie.
- Po sezonie z rozgrywek wycofały się zespoły: POM Augustów i Hutnika Kowale Oleckie.

## Puchar Polski - rozgrywki okręgowe
- Włókniarz Białystok : Mazur Ełk 3:0